# Alfonso Pardo de Santayana y Coloma
Alfonso Pardo de Santayana y Coloma (Valladolid, 4 d'abril de 1936 - Madrid, 28 de febrer de 2015) fou un militar espanyol, darrer Capità general de la Regió Militar Llevant i Cap d'Estat Major de l'Exèrcit de Terra.

## Biografia
Fill d'un general de l'exèrcit espanyol, el 1950 ingressà a l'Acadèmia General Militar i el 1956 assolí el grau de tinent com a primer de la seva promoció. Va perfeccionar estudis a les universitats de Dijon y Grenoble i a l'Escola d'Artilleria de Campanya de l'Exèrcit Americà a Fort-Sill, a la Divisió Cuirassada a Fort Polk i al centre d'Artilleria Antiaèria de Fort Bliss. En 1964 ascendí a capità i s'especialitzà en vol d'ala fixa i en míssils SAM HAWK. En 1975 ascendí a comandant el 1975 i fou nomenat cap d'estat major de les FAMET. En 1981 es va graduar cum laude a l'Escola de Comandament i Estat Major dels EUA de Fort Leavenworth. Ascendit a tinent coronel el 1982 i a coronel el 1986, el 1988 fou nomenat cap de les FAMET. Va promocionar a general de brigada el 1989 i a general de divisió el 1992. Al febrer de 1993 va ser designat segon cap de l'Estat Major de l'Exèrcit de Terra, càrrec des del que participà en els projectes de modernització de les Forces Armades d'Espanya (Pla META, Pla Nord, etc).
En maig de 1995 fou promocionat a tinent general i nomenat Capità general de la Regió Militar Llevant. Durant el seu comandament es va aplicar el Pla NORTE, que va desmantellar les antigues regions militars, concretament la de Llevant. Des de 1997 València fou designada Caserna de al Força de Maniobra, i des de 1997 en fou cap. Deixà aquest càrrec quan el setembre de 1998 fou nomenat Cap d'Estat Major de l'Exèrcit de Terra. Durant el seu mandat es va accentuar la professionalització de les Forces Armades d'Espanya i la implicació en accions de l'OTAN. També es va produir la crisi de l'illa Perejil. En gener de 2003 fou substituït per Luis Alejandre Sintes.
En juny de 2006 se li va obrir expedient per un polèmic brindis a l'Alcàsser de Segòvia sobre el paper del rei en la unitat d'Espanya davant un risc de divisió territorial. L'expedient fou arxivat en setembre de 2006.